# 福氏厚唇鯔
福氏厚唇鯔，又称黄眼胭脂鱼，為輻鰭魚綱鯔形目鯔科的其中一種，分布於西南太平洋的澳洲南部及紐西蘭的淡水及半鹹水水域，本魚体细长，形似梭鱼。头扁，性胆小，眼黄色，游泳迅速，尾呈新月形，口小，體長可達50公分，棲息在沿海、河口、海灣，成群活動，屬雜食性，以藻類及無脊椎動物為食，繁殖期在夏季及秋季，可做為食用魚及遊釣魚。